# Neviditelná nit
Neviditelná nit (v originále Il filo invisibile) je italský hraný film televize Netflix z roku 2022, který režíroval Marco Simon Puccioni podle vlastního scénáře.

## Děj
15letý Leone bydlí v Římě se svými dvěma otci, architektem Paolem a restauratérem Simonem. O jejich vztahu točí video pro školní projekt. Ve škole se zamiluje do nové spolužačky Anny. Potýká se nejen se vztahem k ní, ale musí také řešit problémy v rodině, neboť rodiče se kvůli nevěře Simona rozvádějí.

## Obsazení
| Filippo Timi              | Paolo Ferrari                       |
| Francesco Scianna         | Simone Lavia                        |
| Francesco Gheghi          | Leone Ferrari                       |
| Giulia Maenza             | Anna Del Monte                      |
| Oscar Matteo Giuggioli    | Dario, bratr Anny                   |
| Jodhi May                 | Tilly Nolan                         |
| Valentina Cervi           | Monica, Paolova sestra              |
| Emanuele Maria Di Stefano | Jacopo Venosa                       |
| Alessia Giuliani          | Elisa Del Monte, matka Anny a Daria |
| Mauro Conte               | Riccardo                            |
| Gerald Tyler              | Leroy Liotta                        |